# Análise de afinidade
A análise de afinidade é uma técnica de análise de dados e mineração da web.
A análise é utilizada para associar arquivos e facilitar as operações de uso na máquina.

## Literatura
- J. Han et al., 2006, Data Mining: Concepts and Techniques ISBN 978-1-55860-901-3
- V. Kumar et al. 2005 Introduction to Data Mining ISBN 978-0-321-32136-7
- U. Fayyad et al. 1996 Advances in Knowledge Discovery and Data Mining ISBN 978-0-262-56097-9